# クンマー環
抽象代数学におけるクンマー環（クンマーかん、英: Kummer ring）あるいは円分整数環 ℤ[ζ] は、複素数体の部分環で、その各元は {\displaystyle n_{0}+n_{1}\zeta +n_{2}\zeta ^{2}+\dotsb +n_{m-1}\zeta ^{m-1}} の形をしている。ただし、ζ ≔ exp(2πi/m) は 1 の m-乗根で、n0, …, nm−1 は整数である。名称は、このような形の数の素因数分解について研究したエルンスト・クンマーに因む。
クンマー環は有理整数環 ℤ の拡大環であり、記号 ℤ[ζ] はそのことを受けてのものになっている。ζ の最小多項式は m-次の円分多項式であるから、この環 ℤ[ζ] は ℤ の φ(m)-次拡大である。

クンマー環 ℤ[ζ] の単数全体の成す集合には、{\displaystyle \{1,\zeta ,\zeta ^{2},\ldots ,\zeta ^{m-1}\}} が含まれる。ディリクレの単数定理により一般には無限位数の単数も存在するが、例外は m = 1 または m = 2（つまり、有理整数環 ℤ）の場合、m = 4（ガウス整数環 ℤ[i]）の場合、および m = 3 または m = 6（アイゼンシュタイン整数環 ℤ[ω]）の場合である。